# Filipeștii de Pădure
Filipeștii de Pădure è un comune della Romania di 10 302 abitanti, ubicato nel distretto di Prahova, nella regione storica della Muntenia. 
Il comune è formato dall'unione di 4 villaggi: Dițești, Filipeștii de Pădure, Minieri, Siliștea Dealului. Il centro abitato è attraversato dal 45º parallelo, la linea equidistante fra il Polo nord e l'Equatore.

## Monumenti e luoghi d'interesse
Monumento di particolare rilievo è la Chiesa dei Tre Vescovi (Trei Ierarhi), voluta nel 1688 dalla famiglia Cantacuzino, in particolare da Bălașei, moglie di Matei Cantacuzino. La chiesa contiene un ciclo di affreschi dipinto nel 1692 da Pârvu Mutu ed un grande pannello votivo con i ritratti di 55 membri della famiglia Cantacuzino.